# Simulium shewellianum
Simulium shewellianum är en tvåvingeart som beskrevs av Coscaron 1985. Simulium shewellianum ingår i släktet Simulium och familjen knott. Inga underarter finns listade i Catalogue of Life.